# Tripitaka Coreana

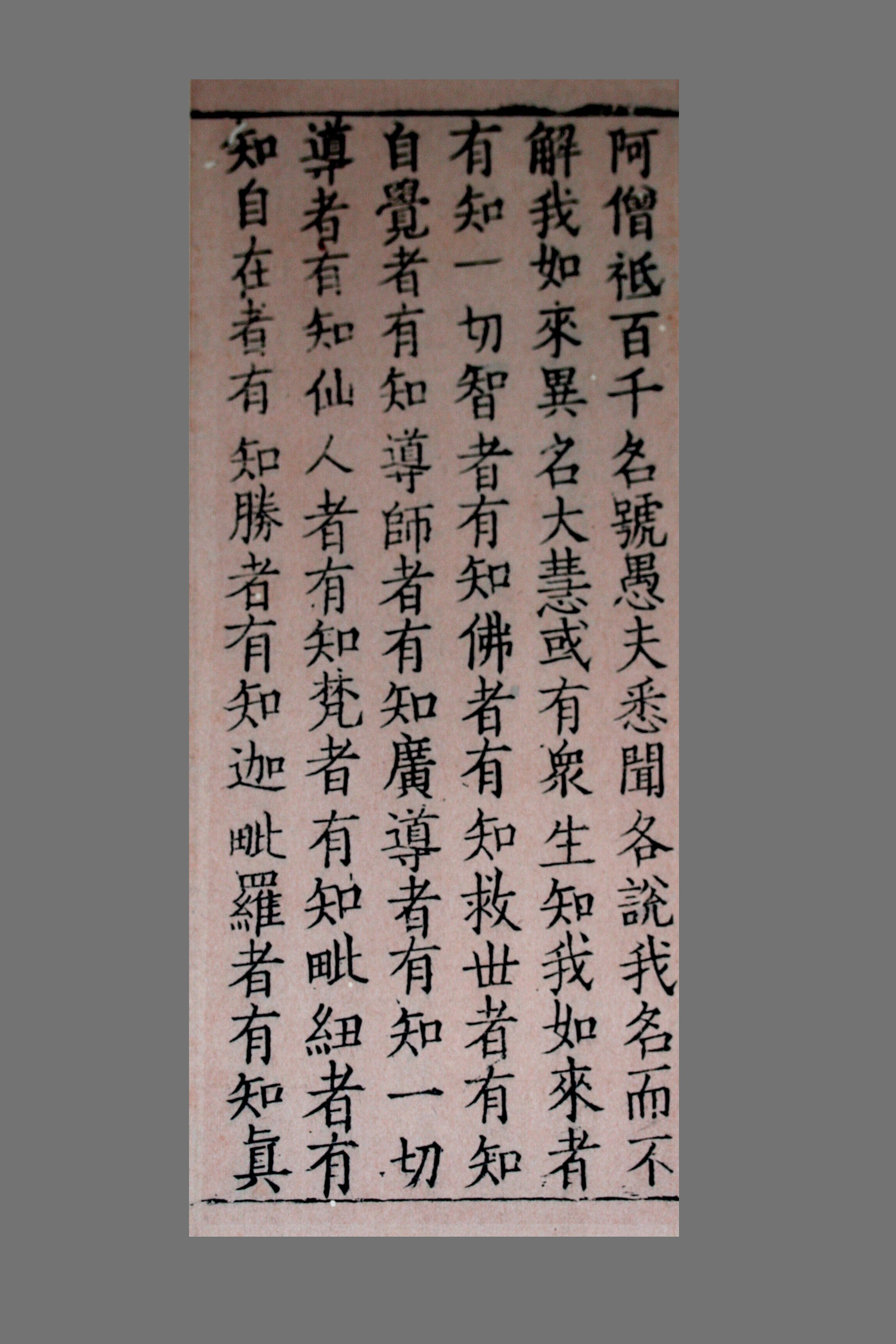
Tripitaka Coreana (1371)

La Tripitaka Coreana (el seu nom complet és Tripitaka de la dinastia governant de Goryeo (transcrit del coreà a Goryeo daejanggyeong)) és una biblioteca coreana situada al temple d'Haeinsa, a Corea del Sud. Consisteix en una col·lecció completada el 1251 de blocs d'impressió xilogràfica que són escriptures budistes, considerats la col·lecció més completa del corpus budista i els blocs de fusta xilogràfics més antics del món. També han sigut anomenats Palmandaejangyeong (80.000 models).
Situat a la muntanya Kaya, el temple d'Haeinsa conserva la Tripitaka Coreana, la versió més completa de textos del cànon budista, que van ser gravats en 80.000 tauletes de fusta entre els anys 1237 i 1249. Els edificis de Janggyeong Panjeon van ser construïts al segle xv per servir de dipòsit d'aquestes venerades tauletes, que són també reverenciades com a obres d'art excepcionals. En aquests dipòsits ha quedat palès el sorprenent mestratge amb què s'han concebut i aplicat tècniques encaminades a la conservació d'aquestes tauletes de fusta.
És la segona Tripitaka Coreana que fou encarregada: la primera fou encarregada el 1011; el 1097 acabà de reunir-se i el 1232 fou cremada durant les invasions mongoles. El rei Gojong ordenà la revisió i creació de la Tripitaka Coreana el 1236 i en menys anys que la primera fou feta. El 9 de desembre de 1995 fou declarada Patrimoni cultural de la humanitat per la UNESCO.

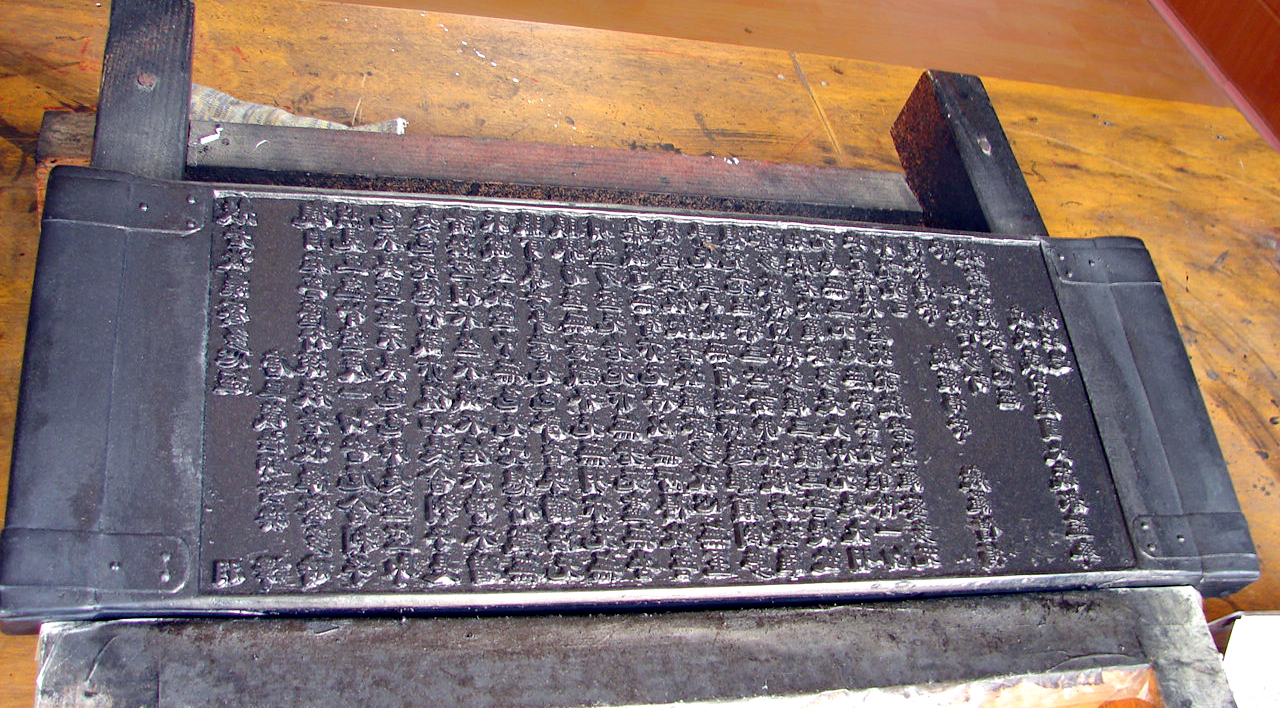
Còpia d'un Tripitaka en fusta

La seva conservació, excel·lent, és tal que encara ara, gairebé vuit segles després, podrien fer-se servir per imprimir còpies nítides i completes del Tripitaka o cànon de llibres sagrats del budisme.